# Oripoda corticola
Oripoda corticola är en kvalsterart som beskrevs av Baranek 1981. Oripoda corticola ingår i släktet Oripoda och familjen Oripodidae. Inga underarter finns listade i Catalogue of Life.